# 마르셀 뒤샹

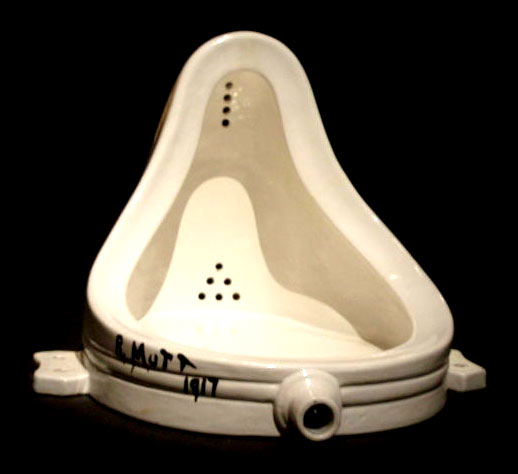
마르셀 뒤샹의 "샘"

앙리 로베르 마르셀 뒤샹 (Henri Robert Marcel Duchamp, 1887년 7월 28일 ~ 1968년 10월 2일)은 프랑스의 예술가로, 다다이즘과 초현실주의 작품을 많이 남겼다. 그는 1955년에 미국 국적을 취득했다. 뒤샹의 작품과 아이디어는 1차 세계대전 이후 미술의 발전에 많은 영향을 주었으며, 많은 근대 미술 수집가에게 한 조언은 수집가들이 서양 미술 세계의 취향을 형성하는 데 도움을 주었고 이후 뒤샹은 '현대 미술의 아버지'로 불렸다.
특히 1919년에는 레오나르도 다빈치의 모나리자에 콧수염을 붙인 L.H.O.O.Q라는 작품을 제작했다. 그러나 이 작품은 많은 논란에 휩싸였다.

## 생애
루앙 근처의 브란빌 출신인 조각가 레이몽 뒤샹 비용과 화가인 쟈크 비용의 아우이다. 처음에는 도서관의 사서(司書)가 되려고 하였으나 파리에 나와서 아카데미 쥐리앙을 다니는 가운데 화필을 잡게 되어 후기 인상파의 작풍에 접근해 갔다. 이윽고 분석적 퀴비슴에 관심을 쏟아 1912년에 유명한 ⟪계단을 내려오는 누드 넘버 2⟫를 제작해 세상에서 일컫는 동시주의(同時主義)의 주목할 만한 작품으로서의 반향을 불러일으켰다. 이어서 뒤샹은 1914년에 아홉개의 동편(銅片)을 두장의 글라스에 끼운 ⟪아홉개의 수형(鑄型), 나쁜 남자들⟫을 발표하였고 1917년 뉴욕의 앙데 팡당 미술전에는 흰 변기를 보내어 확실히 반예술의 자세를 취하게 되었다. 결국 그는 보편적으로 낯익은 기성품에 새로운 시점(視點)을 제공한 것이고, '나는 결코 되풀이하지 않는다'는 전개적인 사상의 소유주인 뒤샹은 이후 완전히 제작을 단념하여 버렸다. 그렇다고는 하더라도 그는 피카비아나 만 레이와 더불어 추진한 반예술의 경향은 다다이즘의 선구로서 지금에 와서는 다다의 부활에 새로운 재평가를 받고 있다. 1941년에는 브루인과 뉴욕에서 쉬르레알리슴 미술전을 열었고 1947년에도 파리의 국제 쉬르레알리슴 전시회에도 참가하였다. 뒤샹은 1968년 10월 2일 이른 아침, 뇌이쉬르센의 자신의 집에서 사망하였다.

## 같이 보기
- 반미술
- 레디메이드
- 앤디 워홀
- 필라델피아 미술관

## 참고 문헌
- 이 문서에는 다음커뮤니케이션(현 카카오)에서 GFDL 또는 CC-SA 라이선스로 배포한 글로벌 세계대백과사전의 내용을 기초로 작성된 글이 포함되어 있습니다.